# アンドレアス・ヘルフェンバイン
アンドレアス・ヘルフェンバイン（Andreas Helfenbein、1967年7月23日 - ）は、ドイツを拠点とする騎手である。

## 来歴
1983年、フランクフルト競馬場のアンドレアス・ヘッカー厩舎の見習騎手となり、1987年には見習騎手リーディングを獲得した。その後、ケルン競馬場のブルーノ・シュッツ厩舎の第2騎手となり、ウーヴェ・オストマン（当時騎手、現調教師）の協力により騎乗機会を増やした。
1997年には通算500勝、2004年1月には通算1000勝を達成した。
2007年、ディアナ賞（ドイチェスオークス）をミスティックリップスに騎乗して制し、当時39歳でG1競走初勝利を挙げた。同年は107勝を挙げ、騎手リーディングは3位となった。
2008年、エリザベス女王杯に出走するフェアブリーズと共に初来日を果たした。

## 主な騎乗馬
G1競走優勝馬（騎乗時）
- ミスティックリップス（2007年ディアナ賞）

重賞競走優勝馬（騎乗時）
- ロリータ（2006年シュトゥッテン賞）
- フェアブリーズ（2007年ヘッセンポカル、2008年アレフランス賞）